# Goseck
Goseck là một đô thị nằm bên sông Saale, ở huyện Burgenland của bang Sachsen-Anhalt.
Goseck nằm ở bờ bắc sông Saale, khoảng nửa đường giữa Naumburg và Weißenfels.
Đô thị này gồm hai khu định cư Goseck và Markröhlitz.
Ở đây có vòng Goseck có niên đại thiên niên kỷ 5 trước Công nguyên, là đài quan sát mặt trời cổ nhất châu Âu, lâu đời hơn Stonehenge khoảng 2000 năm.